# Nos pires amis 2
Série Nos pires amis
Nos pires amis
(2021)
Pour plus de détails, voir Fiche technique et Distribution.
Nos pires amis 2 (Vacation Friends 2) est une comédie américaine réalisée et écrite par Clay Tarver. C'est la suite de Nos pires amis sorti en 2021.

## Synopsis
Marcus décroche un voyage tous frais payés dans une station balnéaire des Caraïbes avec sa femme Emily. Ils invitent leurs meilleurs amis, Ron et Kyla, mais quand le père incarcéré de Kyla est libéré et se présente, les choses dégénèrent.

## Fiche technique
Sauf indication contraire, les informations mentionnées dans cette section peuvent être confirmées par la base de données cinématographiques IMDb,  présente dans la section « Liens externes ».
- Titre : Nos pires amis 2
- Titre original : Vacation Friends 2
- Réalisation : Clay Tarver
- Scénario : John Francis Daley, Jonathan Goldstein, Tom Mullen
- Musique : Mark Mothersbaugh
- Direction artistique : n/a
- Décors : n/a
- Costumes : n/a
- Photographie : n/a
- Montage : n/a
- Production : n/a

Producteurs délégués :
- Sociétés de production : 20th Century Studios
- Sociétés de distribution : Disney+
- Budget : 76 M$
- Pays de production :  États-Unis
- Langue originale : anglais
- Format : couleur
- Genre : comédie
- Durée : 105 minutes
- Dates de sortie[2] :
  - États-Unis : 25 août 2023

## Distribution
- Lil Rel Howery (VF : Diouc Koma) : Marcus
- Yvonne Orji (VF : Corinne Wellong) : Emily
- John Cena (VF : Adrien Antoine) : Ron
- Meredith Hagner (VF : Dorothée Pousséo) : Kyla
- Steve Buscemi (VF : Hervé Bellon) : Reese Hackford
- Carlos Santos (VF : Jim Redler) : Maurillio
- Ronny Chieng (VF : Adrien Larmande) : Yeoh
- Arnold Y. Kim (VF : Bernard Lanneau) : Goe
- Jamie Hector (VF : Jean-Baptiste Anoumon) : Warren
- Lovensky Jean-Baptiste (VF : Mohamed Sanou) : Jerome
- Julee Cerda (VF : Marie-Eugénie Maréchal) : Mme Kim
- Hugh Moore (VF : Tommy Lefort) : Zeke
- T. Love (VF : Franck Sportis) : Fred
- Brandon St. Clair : Beasley
- Kevin Yamada : Minjin

## Production
En avril 2023, Deadline a annoncé qu'une suite de Nos pires amis devait être distribué par Hulu, avec le retour du casting du premier film. Le tournage principal a eu lieu à Oahu à Kailua, Hawaï.